# 五行山 (越南)

五行山山頂看到的風景

五行山是位於越南中部城市峴港市五行山郡的一座山峰。五行山山體全由大理石構成，因此在英文中名為大理石山。山名得名於五行學說。在越南戰爭期間，五行山非常靠近美軍空軍基地，成為越共滲透峴港的主要基地。山內有眾多佛教寺院。現在這裡是著名的觀光景點。
16°00′N 108°16′E / 16.00°N 108.26°E